# Inji Aflatoun
Inji Aflatoun (16 tháng 4 năm 1924 - 17 tháng 4 năm 1989) là họa sĩ người Ai Cập và là nhà hoạt động trong các phong trào của phụ nữ. Bà là "phát ngôn viên dẫn đầu cho hình ảnh nữ phát ngôn viên theo chủ nghĩa Marx-tiến bộ-dân tộc-nữ quyền vào cuối những năm 1940 và vào những năm 1950", cũng như "người tiên phong của nền nghệ thuật Ai Cập hiện đại" và là "một trong những họa sĩ có tầm quan trọng bậc nhất Ai Cập".

## Hoạt động
Aflatoun sinh ra tại Cairo vào năm 1924 trong một gia đình Hồi giáo mà bà mô tả là "bán phong kiến và tư sản", cha của bà là một nhà côn trùng học và là một địa chủ, và mẹ của bà là một nhà thiết kế trang phục do Pháp đào tạo, phục vụ trong ủy ban phụ nữ Hội thảo Lưỡi liềm đỏ Ai Cập. Bà biết được chủ nghĩa Marx tại Lycée Français du Caire. Khi đó gia sư mĩ thuật riêng của bà, Kamel al-Timisani, đã cho bà thấy được cuộc sống và những cuộc đấu tranh của những người nông dân Ai Cập. Năm 1942, bà gia nhập đảng thanh niên Cộng sản Iskra. Sau khi tốt nghiệp Đại học Fuad I tại Cairo, bà cùng với Latifa al-Zayyat sáng lập Rabitat Fatayat at jami'a wa al ma' ahid (Liên đoàn các phụ nữ trẻ tại học viện và trường đại học) năm 1945. Cùng năm đó, bà đại diện cho Liên đoàn tại hội nghị đầu tiên của Liên đoàn Dân chủ Quốc tế Phụ nữ ở Paris. Bà viết Thamanun milyun imraa ma'ana (Tám mươi triệu phụ nữ và chúng ta) vào năm 1948 và Nahnu al-nisa al-misriyyat (Chúng ta, phụ nữ Ai Cập) vào năm 1949. Những bài luận ngắn chính trị của bà  liên quan đến áp bức giai cấp và giới tính và liên kết cả hai với áp bức đế quốc trở nên phổ biến. Năm 1949, bà trở thành một trong các thành viên sáng lập của Đại hội lần thứ nhất Hội đồng Hòa bình đầu tiên của Ai Cập. Bà gia nhập Harakat ansar al salam (Phong trào những người bạn của hòa bình) năm 1950. Bà bị bắt giữ và bị bí mật giam giữ trong sự bao vây của đảng cộng sản của Nasser vào năm 1959. Sau khi được thả ra vào năm 1963, Đảng Cộng sản Ai Cập đã bị giải thể, bà dành phần lớn thời gian của mình vào hội hoạ. Sau đó, bà tuyên bố: "Nasser, mặc dù ông đưa tôi vào tù, nhưng ông thật sự là một người yêu nước nồng nàn."

## Hội họa
Khi còn đi học, Aflatoun thích vẽ và cha mẹ của bà cũng ủng hộ bà. Gia sư dạy vẽ riêng của bà, Kamel al-Timisani, nhà lãnh đạo của nhóm Chủ nghĩa siêu thực Ai Cập còn được gọi là Nhóm Nghệ thuật và Tự do dẫn dắt bà đến với trường phái lập thể và chủ nghĩa siêu thực.
Những bức vẽ của bà trong thời kỳ đó bị ảnh hưởng bởi chủ nghĩa siêu thực. Sau đó, bà nhớ lại rằng mọi người đã ngạc nhiên bởi những bức tranh của bà và tự hỏi "tại sao một cô gái xuất thân từ gia đình gìau có lại bị dày vò đến vậy". Bà ngưng việc vẽ trong khoảng thời gian từ năm 1946 đến năm 1948, bà nhận thấy những gì bà từng vẽ ra không còn thích hợp với cảm xúc hiện tại của mình. Bà đã tìm lại cảm hứng hội hoạ sau khi ghé thăm Luxor, Nubia và các ốc đảo Ai Cập. Trong suốt chuyến đi, bà có cơ hội "thâm nhập vào những ngôi nhà và phác thảo những người đàn ông và phụ nữ đang làm việc". Bà đã dành thêm 1 năm để học  với nghệ sĩ gốc Thụy Điển sinh ra ở Ai Cập Margo Veillon Trong thời kì này, bà đã tổ chức triển lãm cá nhân ở Cairo và Alexandria và có cuộc ra mắt tại Venice Biennale vào năm 1952 và São Paulo Art Biennial vào năm 1956. Năm 1956, bà trở thành bạn và sau này chịu ảnh hưởng của hoạ sĩ người Mexico David Alfaro Siqueiros. Bà vẫn có thể tiếp tục vẽ trong thời gian bị cầm tù. Bức tranh đầu tiên trong nhà tù của bà là tranh chân dung, sau đó bà vẽ các bức tranh phong cảnh. Trong những năm sau giải phóng, bà đã tổ chức triển lãm ở Rome và Paris năm 1967, Dresden, Đông Berlin, Warsaw và Moscow vào năm 1970, Sofia năm 1974, Prague năm 1975, New Delhi năm 1979. Những bức tranh của bà đầy những "nét vẽ sống động với màu sắc dữ dội" gợi trong đầu người xem liên tưởng đến Van Gogh hay Bonnard. Tranh của bà những năm sau đó đặc trưng bởi việc sử dụng ngày càng nhiều các khoảng trắng lớn bao quanh các hình ảnh. Bộ sưu tập tác phẩm của bà được trưng bày tại Amir Taz Palace ở Cairo.